# NGC 363
NGC 363 est une petite et lointaine galaxie lenticulaire située dans la constellation de la Baleine. NGC 363 a été découverte par l'astronome américain Francis Leavenworth en 1885.

## Caractéristiques
Sa vitesse par rapport au fond diffus cosmologique est de 10 945 ± 36 km/s, ce qui correspond à une distance de Hubble de 161 ± 11 Mpc (∼525 millions d'al).
À ce jour, une mesure non basée sur le décalage vers le rouge (redshift) donne une distance d'environ 128,000 Mpc (∼417 millions d'al). Cette valeur est à l'extérieur des valeurs de la distance de Hubble.